# Giovanni Domenico Perotti
Giovanni Domenico Perotti (Vercelli, Piemont, 20 d'octubre de 1760 - 24 de març de 1824) fou un mestre de capella i compositor italià.
Abans de ser el primer professor del seu germà Giovanni Agostino, fou deixeble de Fiorini i Martini, succeint al primer com a mestre de capella de la catedral de Vercelli, càrrec que desenvolupà durant molts anys.
Va escriure moltes composicions religioses i diverses òperes, entre elles Zemira é Gondarte (1788), i Agesilao, aquesta última estrenada a Roma el (1789).